# MPEG-4
MPEG-4, également appelé ISO/CEI 14496, est une norme de codage d’objets audiovisuels spécifiée par le Moving Picture Experts Group (MPEG).
La norme MPEG-4 spécifie d'abord des techniques pour gérer le contenu de scènes comprenant un ou plusieurs objets audio-vidéo. Contrairement à MPEG-2 qui visait uniquement des usages liés à la télévision numérique (diffusion DVB et DVD), les usages de MPEG-4 englobent toutes les nouvelles applications multimédias comme le téléchargement et le streaming sur Internet, le multimédia sur téléphone mobile, la radio numérique, les jeux vidéo, la télévision et les supports haute définition.
La norme spécifie de nouveaux codecs audio et vidéo et enrichit les contenus multimédias, en ajoutant de nouvelles applications comme le VRML (étendu), la prise en charge de la gestion des droits numériques et de plusieurs types d’interactivités.
La norme est divisée en plusieurs « parts », ou parties, qui spécifient un type de codage particulier. Dans chaque partie plusieurs « profils » (collection d’algorithmes) et « niveaux » (contraintes quantitatives) sont définis. Un consortium industriel désirant utiliser MPEG-4 choisit une ou plusieurs parties de la norme et, pour chaque partie, il peut sélectionner un ou plusieurs profils et niveaux correspondant à ses besoins.

## Les parties
Les différentes parties de MPEG-4 sont décrites ci-après :
- La partie 1 décrit la synchronisation et le multiplexage de la vidéo et de l’audio.
- La partie 2 est un codec de compression pour les signaux vidéo. L’un des nombreux profils de ce codec est l’ASP (Advanced Simple Profile) et est utilisé par des codecs tels que DivX, Xvid, Nero Digital et 3ivx et Quicktime 6.
- La partie 3 est une norme de compression pour le codage perceptuel et les signaux audio ; elle spécifie notamment le format audio AAC.
- La partie 4 décrit les procédures pour les tests de conformité.
- La partie 5 fournit des logiciels de référence des autres parties de la norme.
- La partie 6 décrit le Delivery Multimedia Integration Framework (DMIF).
- La partie 7 fournit des implémentations optimisées (cf. partie 5)
- La partie 8 décrit les méthodes de transport du MPEG-4 sur IP.
- La partie 9 fournit des implémentations matérielles des autres parties à titre d’illustration.
- La partie 10 est une norme avancée de compression vidéo appelée aussi H.264 ou AVC (Advanced Video Codec) et est utilisée par des codecs tels que x264, Nero Digital AVC, Quicktime 7, et les médias de haute-définition vidéo tel que le Blu-ray Disc. Elle comporte une extension appelée SVC (Scalable Video Coding).
- La partie 11 spécifie la description de scène et moteur d’application.
- La partie 12 spécifie le format de fichier ISO Base media.
- La partie 13 fournit les extensions de gestion et de protection de la propriété intellectuelle (IPMP).
- La partie 14 spécifie le format de fichier MP4.
- La partie 15 spécifie le format de fichier du codec AVC (partie 10), sur base de la partie 12.
- La partie 16 fournit l’extension du cadre d’animation (AFX).
- La partie 17 spécifie le format de sous-titrage Timed Text.
- La partie 18 spécifie la compression et transmission de polices de caractères.
- La partie 19 décrit le flux de texture synthétisé.
- La partie 20 spécifie la représentation « allégée » de description de scène (pour applications mobiles).
- La partie 21 spécifie MPEG-J GFX.
- La partie 22 spécifie le format Open Font, basé sur OpenType.
- La partie 23 Représentation musicale symbolique (SMR)[1].
- La partie 24 Spécifie les interactions audio et systèmes[2]
- La partie 25 définit les modèles de compression graphique 3D[1]
- La partie 26 décrit les aspects Audio Conformance
- La partie 27 spécifie la conformité graphique 3D

## Brevets et licence
Des brevets logiciels s'appliquent sur les technologies de MPEG-4. Les sociétés possédant ces brevets se sont réunies au sein d'une organisation appelée MPEG LA pour les licences. La lecture utilisant MPEG-4 sera gratuite, mais payante pour les éditeurs de contenu. Une liste des brevets est disponible sur le site de la MPEG LA. Cependant, les brevets logiciels ne sont pas appliqués en Europe.